# Walter Winans
Walter Winans (Sant Petersburg, Rússia, 5 d'abril de 1852 - Barking, Londres, 12 d'agost de 1920) va ser un tirador, criador de cavalls, escultor i pintor estatunidenc que va participar en els Jocs Olímpics de 1908 i 1912. Va guanyar dues medalles en tir: una d'or el 1908 en tir al cérvol, doble tret, i una de plata el 1912, en tir al cérvol, tret simple per equips. També guanyà una medalla d'or per la seva escultura An American Trotter el 1912. A més, Winans va escriure deu llibres.
Juntament amb l'hongarès Alfréd Hajós, medallista en natació el 1896 i que 28 anys més tard ca guanyar una medalla de plata en arquitectura, són els únics atletes olímpics guanyadors de medalles olímpiques en disciplines esportives i artístiques.
Era fill des estatunidencs William Louis Winans i Maria Ana de la Carrer, i va néixer el 5 d'abril de 1852 a Sant Petersburg, on la família s'havia traslladat per treballar en la construcció de les obres de la línia de tren fins a Moscou. Winans va viure a Rússia fins als 18 anys, quan va marxar cap a Kent, Anglaterra.
El 1910 envià diversos cavalls a la Fira Nacional del Cavall al Madison Square Garden de Nova York.
Degut a les activitats del seu pare era financerament independent, i no mostrà cap interès en activitats comercials, per la qual cosa cultivà les seves inclinacions atlètiques i artístiques. Guanyà dotze campionats britànics consecutius en tir de pistola i fou criador de cavalls i trotons amb èxit.
Fou caçador i va tenir els drets de caça sobre uns 250.000 acres a Glen Strathfarrar, Glen Cannich i Glen Affric a les Terres Altes d'Escòcia.
Morí a l'hipòdrom Parsloes Park de Dagenham, Essex, el 12 d'agost de 1920 Participava en una cursa de trotar i poc abans de l'arribada patí un atac de cor que el va fer caure del sulky.